# 上野正三
上野 正三（うえの まさみ、1948年〈昭和23年〉3月21日 - ）は、日本の政治家・元地方公務員。北海道北広島市の市長（6期）。

## 経歴
北海道恵庭市出身。1970年北海学園大学経済学部卒業後、北海道広島町役場入庁。北広島市都市計画部参事、同建設部長や、同総務部長等を歴任。2004年同助役就任。同年に北広島市役所を退職、2005年同市長選挙に出馬し他の新人候補者2人をおさえて初当選。以後、無投票による連続当選を経て、16年ぶりとなる2021年の選挙戦にて5回目の当選を果たす。2025年の選挙で6回目の当選。
この他、北広島歩くスキー協会理事、北海道尚志学園高等学校PTA会長なども務めた。

## 政策
「自然と創造の調和した豊かな都市」をまちづくりの理念として掲げ、市内にある特別天然記念物「野幌原始林」をはじめとする豊かな自然や、国道、道道、高速道路、JR千歳線などの交通網等を活かして、さまざまな都市活動、経済活動、市民活動が安全かつ機能的に行われるよう、充実した都市整備を進めるとともに、人々が集い交流する拠点や個性ある地域市街地の整備などに重点を置いている。

## 人物
- 野球との関わりが深く、旧広島町役場の野球部にて選手・監督を務めた[3]。北広島市軟式野球連盟理事長（広葉カープジュニア監督）、北海道地区大学準硬式野球連盟顧問なども経験。北海道日本ハムファイターズの本拠地球場誘致を実現させた[4]。
- ボウリングのベストスコアは230[5]。